# Сульфит магния
Сульфи́т ма́гния — неорганическое соединение, соль магния и сернистой кислоты с формулой MgSO3,
бесцветные кристаллы,
слабо растворяется в воде,
образует кристаллогидраты.

## Физические свойства
Сульфит магния образует бесцветные гигроскопичные кристаллы.
Слабо растворяется в воде.
Образует кристаллогидрат состава MgSO3·6H2O, бесцветные кристаллы тригональной сингонии, пространственная группа R 3, параметры ячейки a = 0,8820 нм, c = 0,9052 нм, Z = 3.

## Химические свойства
- Кристаллогидрат ступенчато разлагается при нагревании:

{\displaystyle {\mathsf {MgSO_{3}\cdot 6H_{2}O\ {\xrightarrow[{-H_{2}O}]{40^{o}C}}\ MgSO_{3}\cdot 3H_{2}O\ {\xrightarrow[{-H_{2}O}]{200^{o}C}}\ MgSO_{3}}}}